# Бриджпорт (аэропорт, Калифорния)
Аэропорт Брайан-Филд (англ. Bryant Field), (FAA LID: O57) — государственный гражданский аэропорт, расположенный в статистически обособленной местности Бриджпорт, округ Моно (Калифорния), США.
Аэропорт находится в собственности округа Моно.

## Инфраструктура
Аэропорт Брайан-Филд занимает площадь в 20 гектар, расположен на высоте 601 метров над уровнем моря и эксплуатирует одну взлётно-посадочную полосу:
- 16/34 размерами 1292 х 23 метров с асфальтовым покрытием.